# 奧洛穆茨州
奧洛穆茨州（捷克語：Olomoucký kraj）是捷克摩拉維亞地區中部和西北部（也包括西里西亞的一部份）的一個州。面積5,267平方公里，人口632,492（2019年）。州名取自州府奧洛摩次。下分五县。